# Viczay Héder
Loósi és hédervári gróf Viczay Héder (Pozsony, 1807. augusztus 2. – Hédervár, 1873. december 23.) utazó, amatőr régész, gyűjtő, főispán, császári és királyi valóságos belső titkos tanácsos.

## Élete

### Származása, ifjúkora
1807-ben született Viczay Ferenc császári és királyi kamarás és Zichy Amália gyermekeként, Pozsonyban keresztelték 1807. augusztus 3-án. Szülei házasságából négy gyermek született:
- Károly (1802. május. 29. - Pest, 1867. október 19.) császári és királyi kamarás; nejét belási gróf Khuen Máriát (1811 - 1848), Khuen-Héderváry Károly későbbi miniszterelnök nagynénjét 1829. augusztus 20-án vette feleségül. A feleség édesanyja szintén a Viczay családból származó leány volt, Karolina (1789-1839) Khuen Antalné.
- Adolf (1804. augusztus. 12. - Görz, 1873. január 22.) ulánus kapitány; neje gróf Lichnovszky (Lichnowsky) Leokádia Anasztázia (1816. május 2. - Bécs, 1873. szeptember 19.). Házasodtak: 1837. szeptember 10.
- Héder
- Antónia (1812. február 5. - Altmünster, 1903. április 6.); első férjével, gróf Esterházy Pállal (1806-1857) 1835. március 16–án kelt egybe, majd másodszor Mengen Adolf, császári és királyi vezérőrnagy felesége lett, 1864. október 20-án.

Iskoláit is itt kezdte, majd a Pozsonyi Egyetemen folytatott jogi tanulmányokat. ezután katonának állt és a Ferdinánd huszárok között Győr vármegye több helységében is teljesített szolgálatot. Katona évei alatt ismerkedett meg Széchenyi István gróffal, és amikor Széchenyi a 40-es években Batthyány Lajos és Edfődy grófokkal keletre indul, Viczay is csatlakozott hozzájuk. Útjuk során eljutottak Olaszországba, Görögországba, Egyiptomba és Törökországba is. Az út körülbelül egy évig tartott, ami nagy hatással volt rá, beleszeretett a régészetbe. Sokszorosára bővítette az addig is európai hírű hédervári gyűjteményét főleg etnográfiai és numizmatikai tárgyakkal.

### Pályája
Az 1832-1836. évi országgyűlés felső tábláján mint a főúri ellenzék egyik markáns alakja vett részt és Széchényi reformtervei hű követőt nyertek személyben. 1848-ban tevékeny részt vállalt a Sopron megyei nemzetőrség szervezésében. A kossuthi elképzeléseket, a fegyveres ellenállást nem vállalta és önkéntes száműzetésbe vonult. Ez idő alatt Német-Olasz-és Spanyolországban valamint Svájcban tartózkodott és hódolhatott szenvedélyeinek a festészetnek és régészetnek.
1854-ben tért haza hatéves távollét után és Lózsi (Nagylózs) birtokára vonult.
1857-ben a Győrvidéki Gazdasági Egylet létrehozásán fáradozott. 1860-ban, az egylet megalakulásakor alelnökké választották. A Magyar Földhitelintézet Győr megyei elnökévé is megválasztották. 1861-ben Sopron vármegyében a Felirati Párt tevékeny tagjaként működött, január és szeptember között Sopron vármegye törvényszéki bíráinak egyike volt. Egyetlen fiának halála után ismét visszavonult. Ezt csak 1868. március 23-án szakította meg, amikor elfogadta Győr vármegye és Győr városának főispáni székét. A Rába és Rábca folyók szabályozását és a megyerendezést is támogatta. Sokat jótékonykodott, 1866-ban 700 embert 3 hónapig látott el étellel saját költségén. Az 1873-as kolerajárvány idején ő irányította a járvány elleni küzdelmet, de őt is elragadta. Vele kihalt a Viczay család. 1873 tavaszán Ferenc József kinevezte valóságos titkos belső tanácsosnak. 1872 augusztusában szélütés érte, ami legyengítette és a kolera ragadta el egy évvel később. Ő volt a 9 százados múltra visszatekintő Viczay család utolsó férfi sarja.

### Családja
1847. július 10-én feleségül vette gróf Zichy Alexandrát (1821. november 27. - Loós, 1854. október 5.), gróf Zichy Miklós (1796-1856), kamarás, lovaskapitány, és báró Loë Julianna (1797-1865) csillagkeresztes hölgy lányát, aki öt gyermeket szült neki, közülük négyen születésük után meghaltak. Egyetlen életben maradt gyermekének születés után azonban felesége gyermekágyi lázban hunyt el. Fia:
- Gyula Károly (1854. szeptember 28. - Sopron, 1861. június 16.), de ez a fiú fiatalon meghalt, így Héder volt az utolsó Viczay gróf.

Vannak meg Viczay leszármazottak, ugyanis Viczay Héder, miután neje elhunyt, beleszeretett egy Mezriczky Paula nevű úri kisasszonyba, akitől lánya született 1861-ben (más forrás szerint 1855. augusztus 30-án) Kővágóörsön – ugyanabban az évben, amikor meghalt a törvényes fia. Leányáról, Máriáról, és szerelméről, Pauláról élete végéig gondoskodott a gróf, és jelentős vagyont hagyott rájuk. A szerelemből nem lett frigy. Paulának több gyermeke nem született, de Mária nagy családot alapított, leszármazottai máig is élnek.